# Edward Hennig
Edward August Hennig (Cleveland (Ohio), 13 oktober 1879 - Cleveland (Ohio), 28 augustus 1960) was een Amerikaans turner. 
Hennig won tijdens de Olympische Zomerspelen 1904 twee gouden medaille, aan de rekstok gedeeld met Anton Heida en bij het knotszwaaien. Hennig werd in totaal dertienmaal Amerikaans kampioen knotszwaaien, zijn laatste titel won hij in 1951 als 71-jarige.

## Resultaten

### Olympische Zomerspelen
| Jaar | Plaats      | Resultaten                                                       |
| ---- | ----------- | ---------------------------------------------------------------- |
| 1904 | Saint Louis | aan de rekstok bij het knotszwaaien 5e in de meerkamp toestellen |

1896: Hermann Weingärtner ·
1904: Anton Heida, Edward Hennig ·
1924: Leon Štukelj ·
1928: Georges Miez ·
1932: Dallas Bixler ·
1936: Aleksanteri Saarvala ·
1948: Josef Stalder ·
1952: Jack Günthard ·
1956: Takashi Ono ·
1960: Takashi Ono ·
1964: Boris Sjachlin ·
1968: Akinori Nakayama, Mikhail Voronin ·
1972: Mitsuo Tsukahara ·
1976: Mitsuo Tsukahara ·
1980: Stojan Deltsjev ·
1984: Shinji Morisue ·
1988: Vladimir Artemov, Valery Ljoekin ·
1992: Trent Dimas ·
1996: Andreas Wecker ·
2000: Aleksej Nemov ·
2004: Igor Cassina ·
2008: Zou Kai ·
2012: Epke Zonderland ·
2016: Fabian Hambüchen ·
2020: Daiki Hashimoto · 
2024: Shinnosuke Oka